# Drapeau à damier

Le drapeau à damier sert à indiquer la ligne d'arrivée des courses automobiles.

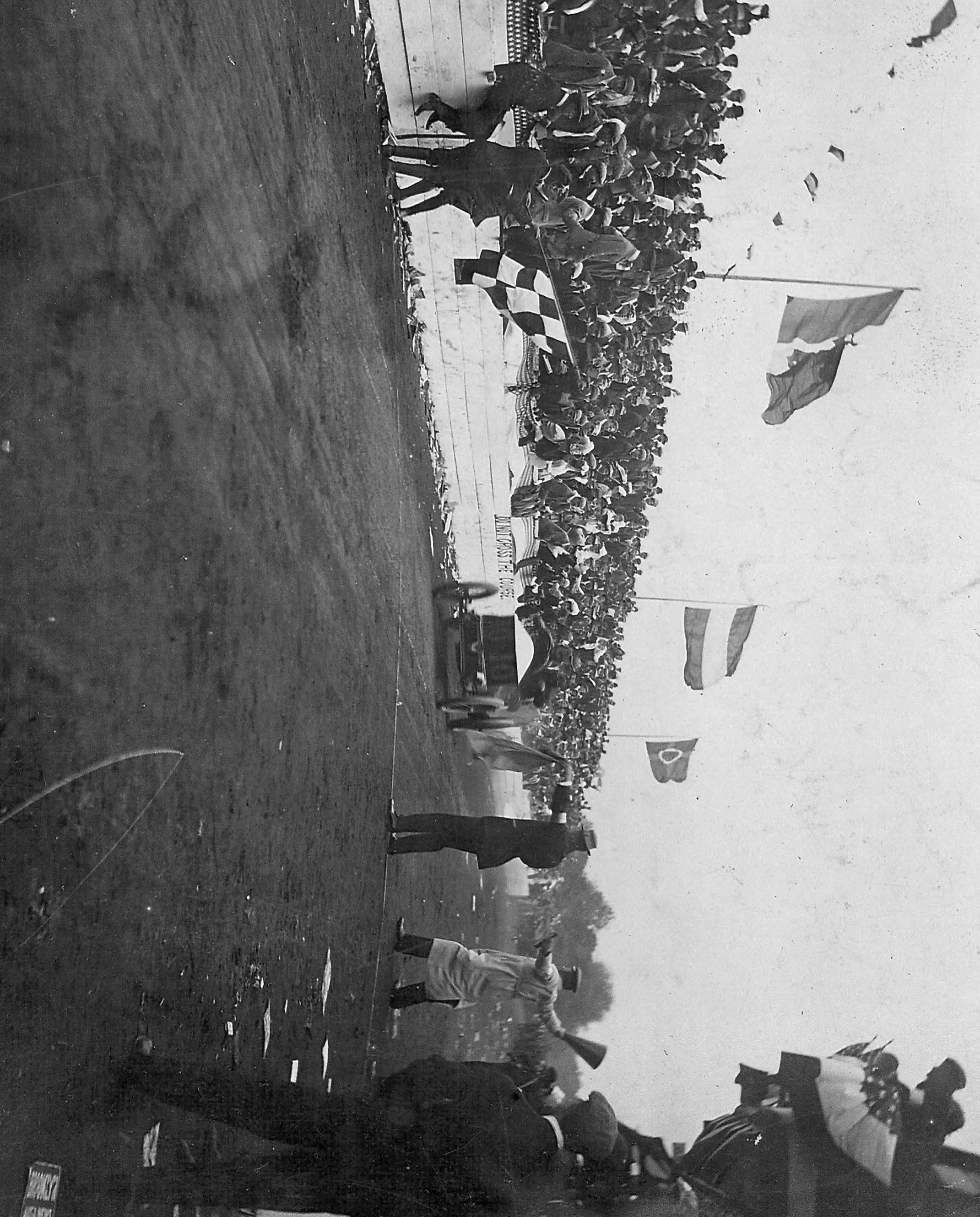
Louis Wagner, vainqueur en 1906 (premières utilisations pour signaler une fin de course, à la Vanderbilt Cup).

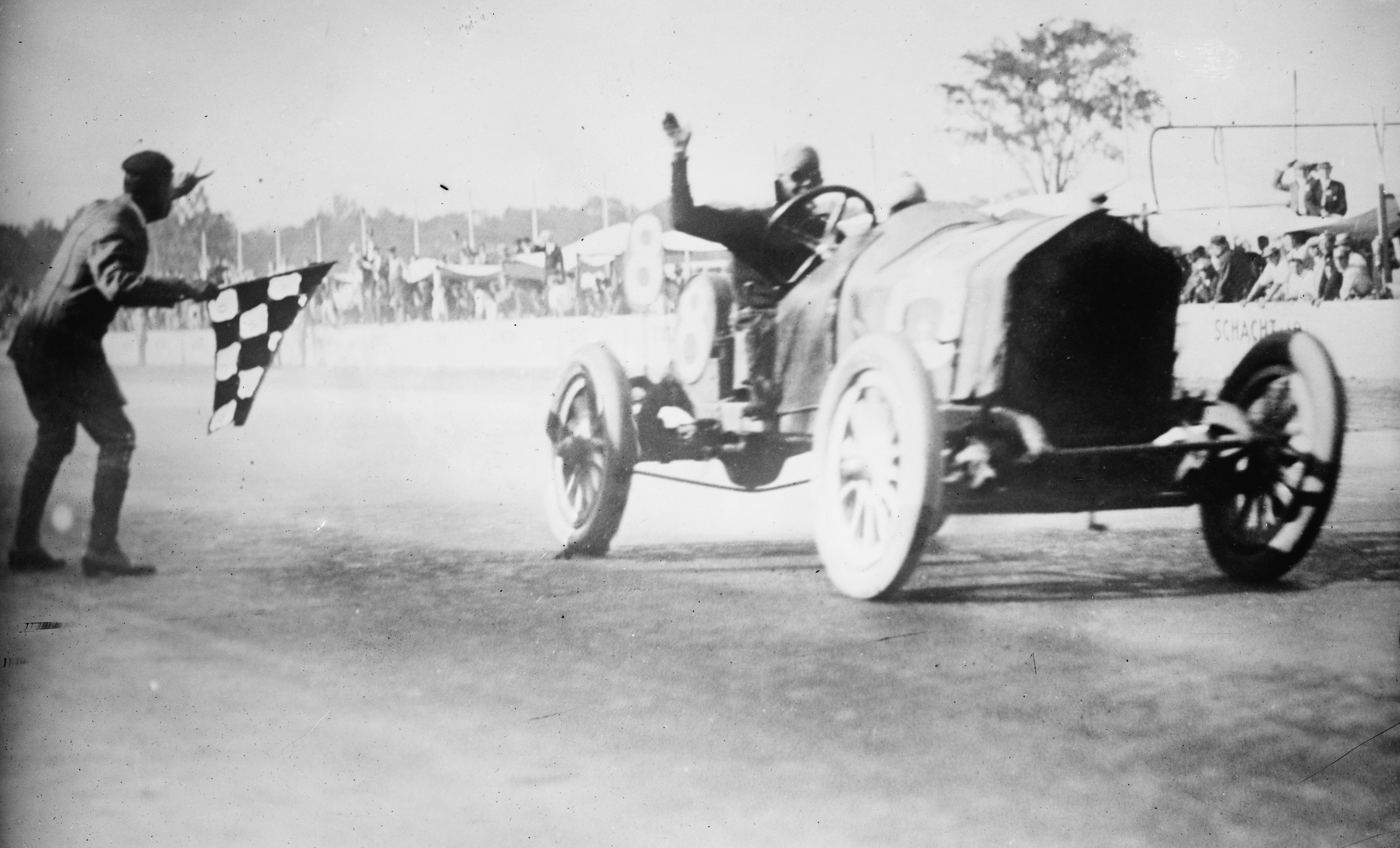
L'arrivée des 500 miles d'Indianapolis en 1912.

Il existe plusieurs sortes de drapeau à damier, le plus connu est le drapeau à damier utilisé dans les courses automobiles ou motocyclistes pour indiquer la fin de l'épreuve.

## Damier noir et blanc
Le drapeau à damier noir et blanc est caractéristique des courses automobiles, il signale la ligne d'arrivée de l'épreuve, généralement brandis au début du dernier tour en attendant les automobilistes.
Le départ, lorsque donné à l'aide d'un drapeau, est toujours donné avec le drapeau national local. Beaucoup d'autres drapeaux transmettent des informations aux coureurs durant la course, comme les drapeaux jaune ou rouge.
Le drapeau à damier, agité, annonce l'arrivée du vainqueur, puis des concurrents suivants. Il est parfois tenu abaissé après le passage du vainqueur, signalant la fin de la course aux suivants.
À l'origine, le drapeau comportait deux carreaux noirs et deux carreaux blancs[réf. souhaitée].
Une légende fait remonter l'origine de ce drapeau à une course en Angleterre au début du XXe siècle. Le commissaire et le directeur de course auraient été surpris par l'arrivée du vainqueur alors qu'ils étaient en train de jouer aux échecs. L'un d'eux aurait alors agité le plateau de jeu.
En réalité, son origine est incertaine, pouvant être issue des courses de chevaux ou bien encore des courses cyclistes au XIXe siècle. Les premières photographies de son usage en automobile datent de 1904, elles ont été prises à Long Island, aux États-Unis lors de la Coupe Vanderbilt. L'arrivée des 500 miles d'Indianapolis est marquée par ce drapeau à damier en 1912.

## Damier noir et jaune
Ce drapeau fait partie du système harmonisé à cinq niveaux depuis 2000 pour signaler les risques d'avalanches en montagne. Il annonce les niveaux 3 et 4, respectivement pour les risques « marqué » et « fort » (un drapeau jaune indique les risques 1 et 2, soit « faible » et « limité », un drapeau noir indique le risque 5, soit « très fort »).

## Magazine
Une revue française porte le titre de Drapeau à damier : le journal de la F1.